# Dario Melnjak
Dario Melnjak (Varaždin, 31 ottobre 1992) è un calciatore croato, difensore dell'Hajduk Spalato.

## Biografia
Nato a Varaždin, è stato compagno di squadra in nazionale con suo cugino Marko Rog.

## Caratteristiche tecniche
È un terzino sinistro forte fisicamente, sa ricoprire anche il ruolo di difensore centrale.

## Carriera

### Club
Creciuto nel Nedeljanec si trasferisce nel Zelina dove gioca in 2.HNL per poi successivamente passare al Slaven Belupo militante in 1.HNL.
Nel febbraio 2017 si accasa alla squadra belga del Lokeren. Nell'autunno 2016 viene ceduto in prestito al Neftçi Baku ottenendo 10 presenze in campionato e 4 presenze nei turni preliminari di Europa League. Nella metà del febbraio 2017 fa il suo ritorno in prestito tra le file dei Farmaceuti.
Il 31 agosto 2017 viene acquistato a titolo definitivo per 60.000 euro dalla squadra slovena del Domžale.
Il 22 gennaio 2019 viene ufficializzato il suo passaggio al Çaykur Rizespor. Il 24 agosto 2021 rescinde consensualmente con il club turco.
Il 23 settembre 2021, firmando da svincolato un contratto valido fino al termine della stagione, con l'opzione di rinnovo ad altri due anni, si accasa tra le file dell'Hajduk Spalato. Tre giorni dopo debutta con i Bili subentrando al posto di Jan Mlakar nella partita casalinga di campionato terminata 1-0 ai danni della Lokomotiva Zagabria. Il 19 gennaio 2022 prolunga il contratto che lo lega alla squadra spalatina fino all'estate del 2024. Il 2 marzo seguente trova per la prima volta la via del gol con la casacca dei Majstori s mora, segna una doppietta nella semifinale di Coppa di Croazia vinta contro il HNK Gorica (2-1).
Si ripete il 26 maggio questa volta mettendo a referto la doppietta nella finale di Coppa di Croazia vinta contro il Rijeka (1-3). Il 24 maggio 2023 va a segno in finale di Coppa di Croazia per la seconda edizione consecutiva, sigla la rete del 1-0 nel match vinto contro il Sebenico (2-0).
Il 13 luglio seguente estende il suo contratto con l'Hajduk fino all'estate del 2026 con opzione di rinnovo ad un altro anno.

### Nazionale
Nel maggio 2019 viene convocato in nazionale dal CT Zlatko Dalić. Debutta con i Vatreni l'11 giugno in occasione dell'incontro amichevole perso 1-2 contro la Tunisia. L'8 settembre 2020 fa il suo esordio in UEFA Nations League in occasione del match perso 4-2 in casa della Francia.

## Statistiche

### Presenze e reti nei club
Statistiche aggiornate al 17 febbraio 2020.
| Stagione               | Squadra                | Campionato             | Campionato | Campionato | Coppe nazionali | Coppe nazionali | Coppe nazionali | Coppe continentali | Coppe continentali | Coppe continentali | Altre coppe | Altre coppe | Altre coppe | Totale | Totale |
| Stagione               | Squadra                | Comp                   | Pres       | Reti       | Comp            | Pres            | Reti            | Comp               | Pres               | Reti               | Comp        | Pres        | Reti        | Pres   | Reti   |
| ---------------------- | ---------------------- | ---------------------- | ---------- | ---------- | --------------- | --------------- | --------------- | ------------------ | ------------------ | ------------------ | ----------- | ----------- | ----------- | ------ | ------ |
| 2010-gen. 2011         | Nedeljanec             | 3. HNL                 | 0          | 0          | CC              | 0               | 0               | -                  | -                  | -                  | -           | -           | -           | 0      | 0      |
| gen.-giu. 2011         | Zelina                 | 3. HNL                 | 5          | 0          | CC              | 0               | 0               | -                  | -                  | -                  | -           | -           | -           | 5      | 0      |
| 2011-2012              | Zelina                 | 3. HNL                 | 34         | 1          | CC              | 0               | 0               | -                  | -                  | -                  | -           | -           | -           | 34     | 1      |
| 2012-2013              | Zelina                 | 2. HNL                 | 24         | 0          | CC              | 3               | 0               | -                  | -                  | -                  | -           | -           | -           | 27     | 0      |
| Totale Zelina          | Totale Zelina          | Totale Zelina          | 63         | 1          |                 | 3               | 0               |                    | -                  | -                  |             | -           | -           | 66     | 1      |
| 2013-2014              | Slaven Belupo          | 1. HNL                 | 21+2       | 2+0        | CC              | 2               | 0               | -                  | -                  | -                  | -           | -           | -           | 25     | 2      |
| 2014-feb. 2015         | Slaven Belupo          | 1. HNL                 | 19         | 1          | CC              | 2               | 0               | -                  | -                  | -                  | -           | -           | -           | 21     | 1      |
| feb.-giu. 2015         | Lokeren                | PL                     | 3+4        | 0          | CB              | 0               | 0               | -                  | -                  | -                  | -           | -           | -           | 7      | 0      |
| 2015-2016              | Lokeren                | PL                     | 9          | 0          | CB              | 1               | 0               | -                  | -                  | -                  | -           | -           | -           | 10     | 0      |
| Totale Lokeren         | Totale Lokeren         | Totale Lokeren         | 12+4       | 0          |                 | 1               | 0               |                    | -                  | -                  |             | -           | -           | 17     | 0      |
| 2016-feb. 2017         | Neftçi Baku            | PL                     | 10         | 0          | CA              | 0               | 0               | UEL                | 4                  | 0                  | -           | -           | -           | 14     | 0      |
| feb.-giu. 2017         | Slaven Belupo          | 1. HNL                 | 13         | 1          | CC              | 0               | 0               | -                  | -                  | -                  | -           | -           | -           | 13     | 1      |
| Totale Slaven Belupo   | Totale Slaven Belupo   | Totale Slaven Belupo   | 53+2       | 4+0        |                 | 4               | 0               |                    | -                  | -                  |             | -           | -           | 59     | 4      |
| 2017-2018              | Domžale                | 1. SNL                 | 25         | 4          | CS              | 1               | 0               | UEL                | -                  | -                  | -           | -           | -           | 26     | 4      |
| 2018-gen. 2019         | Domžale                | 1. SNL                 | 18         | 4          | CS              | 3               | 0               | UEL                | 4                  | 2                  | -           | -           | -           | 25     | 6      |
| Totale Domžale         | Totale Domžale         | Totale Domžale         | 43         | 8          |                 | 4               | 0               |                    | 4                  | 2                  |             | -           | -           | 51     | 10     |
| gen.-giu. 2019         | Çaykur Rizespor        | SL                     | 16         | 4          | CT              | 0               | 0               | -                  | -                  | -                  | -           | -           | -           | 16     | 4      |
| 2019-2020              | Çaykur Rizespor        | SL                     | 21         | 2          | CT              | 1               | 0               | -                  | -                  | -                  | -           | -           | -           | 22     | 2      |
| Totale Çaykur Rizespor | Totale Çaykur Rizespor | Totale Çaykur Rizespor | 37         | 6          |                 | 1               | 0               |                    | -                  | -                  |             | -           | -           | 38     | 6      |
| Totale carriera        | Totale carriera        | Totale carriera        | 218+6      | 19+0       |                 | 13              | 0               |                    | 8                  | 2                  |             | -           | -           | 245    | 21     |

### Cronologia presenze e reti in nazionale
| Cronologia completa delle presenze e delle reti in nazionale ― Croazia | Cronologia completa delle presenze e delle reti in nazionale ― Croazia | Cronologia completa delle presenze e delle reti in nazionale ― Croazia | Cronologia completa delle presenze e delle reti in nazionale ― Croazia | Cronologia completa delle presenze e delle reti in nazionale ― Croazia | Cronologia completa delle presenze e delle reti in nazionale ― Croazia | Cronologia completa delle presenze e delle reti in nazionale ― Croazia | Cronologia completa delle presenze e delle reti in nazionale ― Croazia |
| Data                                                                   | Città                                                                  | In casa                                                                | Risultato                                                              | Ospiti                                                                 | Competizione                                                           | Reti                                                                   | Note                                                                   |
| ---------------------------------------------------------------------- | ---------------------------------------------------------------------- | ---------------------------------------------------------------------- | ---------------------------------------------------------------------- | ---------------------------------------------------------------------- | ---------------------------------------------------------------------- | ---------------------------------------------------------------------- | ---------------------------------------------------------------------- |
| 11-6-2019                                                              | Varaždin                                                               | Croazia                                                                | 1 – 2                                                                  | Tunisia                                                                | Amichevole                                                             | -                                                                      |                                                                        |
| 19-11-2019                                                             | Pola                                                                   | Croazia                                                                | 2 – 1                                                                  | Georgia                                                                | Amichevole                                                             | -                                                                      |                                                                        |
| 8-9-2020                                                               | Saint-Denis                                                            | Francia                                                                | 4 – 2                                                                  | Croazia                                                                | UEFA Nations League 2020-2021 - 1º turno                               | -                                                                      |                                                                        |
| 7-10-2020                                                              | San Gallo                                                              | Svizzera                                                               | 1 – 2                                                                  | Croazia                                                                | Amichevole                                                             | -                                                                      |                                                                        |
| 11-10-2020                                                             | Zagabria                                                               | Croazia                                                                | 2 – 1                                                                  | Svezia                                                                 | UEFA Nations League 2020-2021 - 1º turno                               | -                                                                      | 75’                                                                    |
| 11-11-2020                                                             | Istanbul                                                               | Turchia                                                                | 3 – 3                                                                  | Croazia                                                                | Amichevole                                                             | -                                                                      |                                                                        |
| 14-11-2020                                                             | Solna                                                                  | Svezia                                                                 | 2 – 1                                                                  | Croazia                                                                | UEFA Nations League 2020-2021 - 1º turno                               | -                                                                      | 77’                                                                    |
| 30-3-2021                                                              | Fiume                                                                  | Croazia                                                                | 3 – 0                                                                  | Malta                                                                  | Qual. Mondiali 2022                                                    | -                                                                      | 57’                                                                    |
| Totale                                                                 |                                                                        | Presenze                                                               | 8                                                                      |                                                                        | Reti                                                                   | 0                                                                      |                                                                        |

## Palmarès

### Club

#### Competizioni nazionali
- Coppa di Croazia: 2

Hajduk Spalato: 2021-2022, 2022-2023